# Niesteroidowe leki przeciwzapalne

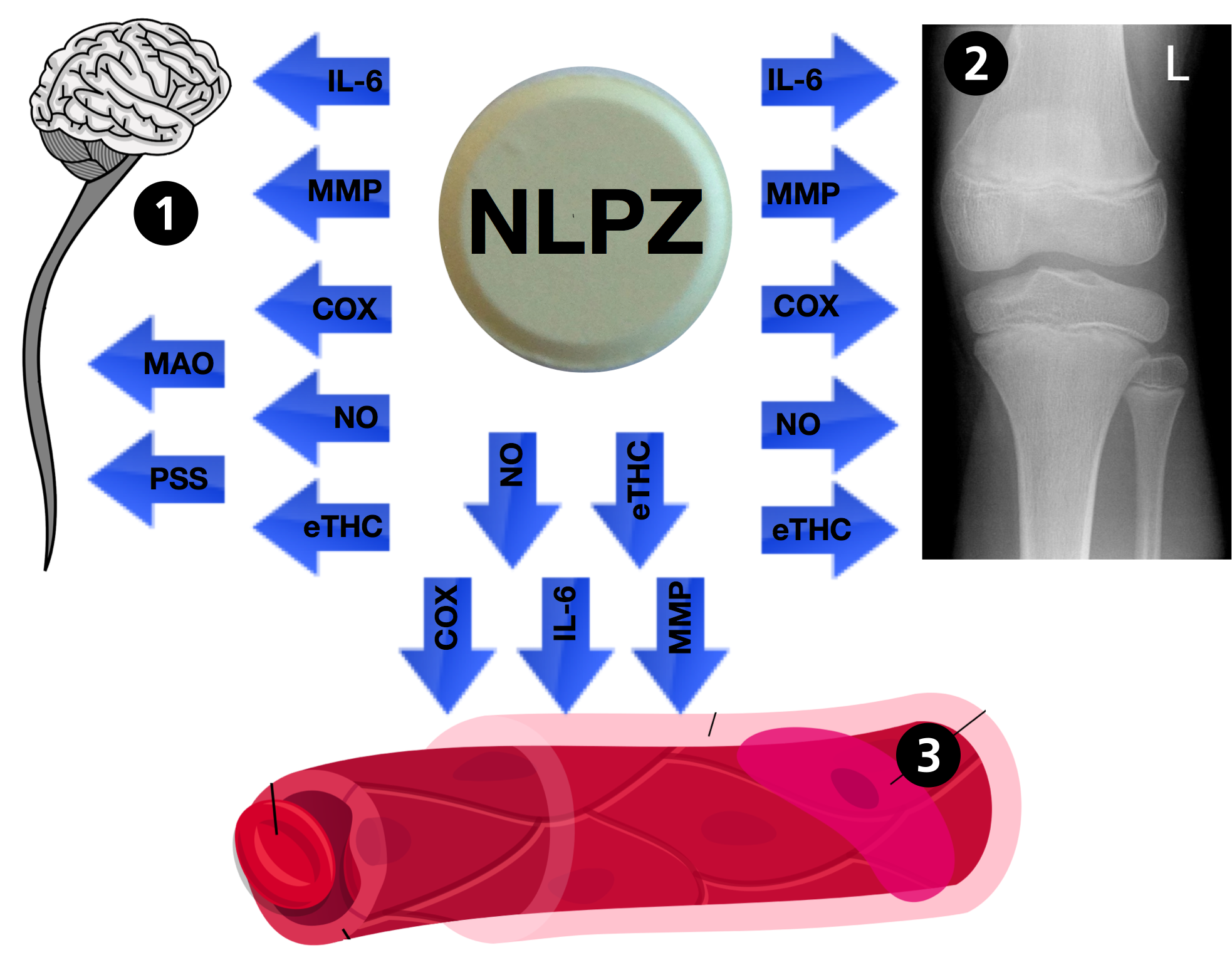
Mechanizm działania niesteroidowych leków przeciwzapalnych
1 – ośrodkowy układ nerwowy
2 – układ kostno-stawowy
3 – naczynia krwionośne
IL-6 – interleukina 6
MMP – metaloproteinazy
COX – cyklooksygenaza
NO – tlenek azotu
eTHC – endokannabinoidy
MAO – szlak przekaźnictwa monoaminoergicznego
PSS – szlak przekaźnictwa cholinergicznego

Niesteroidowe leki przeciwzapalne, niesterydowe leki przeciwzapalne (NLPZ, NSLPZ) – szeroka, niejednorodna grupa leków przeciwzapalnych, przeciwbólowych i przeciwgorączkowych. Ich działanie polega na hamowaniu cyklooksygenazy prostaglandynowej (COX), co w 1971 wyjaśnił John Vane (Nobel 1982). W 1992 D. Simmonds wykazał, że istnieją co najmniej dwie izoformy cyklooksygenazy – obecna stale w organizmie COX-1 i wyzwalana w toku procesu zapalnego COX-2. Hamowanie tej drugiej jest istotne z klinicznego punktu widzenia, a blokowanie pierwszej może prowadzić do wystąpienia objawów ubocznych ze strony układu pokarmowego w leczeniu za pomocą NLPZ. Nazywane są niesteroidowymi ze względu na strukturę, odmienną od innych leków mających właściwości przeciwzapalne – kortykosteroidów.

## Klasyfikacja
Obecnie NLPZ dzieli się na trzy grupy, zależnie od wpływu na obie cyklooksygenazy: 
- NLPZ I generacji, czyli klasyczne, wśród których wyróżnia się dwie podgrupy:
  - hamujące preferencyjnie COX-1, np. kwas acetylosalicylowy, indometacyna, ketoprofen
  - hamujące jednakowo (ekwipotencjalnie) oba izoenzymy (diklofenak, ibuprofen, naproksen, nabumeton)
- NLPZ II generacji hamujące przede wszystkim COX-2 (w mniejszym stopniu także COX-1), np. meloksykam lub nimesulid
- NLPZ III generacji, tj. wybiórczo hamujące COX-2, głównie koksyby, np. celekoksyb.

Historycznie pierwszymi lekami z tej grupy jest wspomniany kwas acetylosalicylowy, niestosowany z powodu toksyczności aminofenazon i stosowany rzadko butapirazol. 
Najbardziej znanym lekiem z tej grupy jest kwas acetylosalicylowy (np. Polopiryna). Poszczególne leki zaliczane do grupy NLPZ-ów różnią się przede wszystkim siłą działania i toksycznością.

## Zastosowanie
Stosowane objawowo w zwalczaniu gorączki, bólów o różnym pochodzeniu o małym lub średnim nasileniu. NLPZ należą do grupy prostych analgetyków stosowanych samodzielnie lub w skojarzeniu ze słabymi lub silnymi opioidami w bólach o dużym natężeniu. Bywają stosowane w połączeniach z innymi środkami farmaceutycznymi w celu wzmocnienia lub zmienienia profilu ich działania. Hamowanie stanów zapalnych.
Poszczególne leki należące do tej szerokiej grupy różnią się profilem działania. Jedne mają silniej zaznaczone działanie przeciwbólowe, a słabo działają przeciwzapalnie (zjawisko również zależne od dawki), inne działają silnie zarówno przeciwzapalnie jak i przeciwbólowo.
Klasyczne NLPZ (kwas acetylosalicylowy, indometacyna, diklofenak, ibuprofen, naproksen) stosuje się pomocniczo w leczeniu szeregu chorób reumatoidalnych jak reumatoidalne zapalenie stawów, ZZSK, młodzieńcze idiopatyczne zapalenie stawów, oraz w reumatycznych jak choroba zwyrodnieniowa stawów oraz w atakach dny moczanowej. Skuteczność tych leków oceniana jest na 50-70% . NLPZ do użytku zewnętrznego (np. ketoprofen, diklofenak, naproksen) mogą być stosowane w bólach mięśni i stawów, przy urazach, zwichnięciach i kontuzjach (stłuczeniach). Zaletą postaci farmaceutycznych do stosowania zewnętrznego jest wysoka koncentracja leku w miejscu aplikacji i spadek ryzyka wystąpienia objawów niepożądanych w stosunku do doustnych NLPZ . Leki z grupy NLPZ znajdują zastosowanie w leczeniu bólów nowotworowych (najczęściej w połączeniu z innymi analgetykami) oraz nerwobólów, bólów migrenowych i bolesnych miesiączek.

## Działania niepożądane
Efekt farmakodynamiczny NLPZ wyraża się poprzez działanie na izoenzymy cyklooksygenazy (COX), które uczestniczą w syntezie prostanoidów. Hamowanie obwodowe tych enzymów zmniejsza syntezę prozapalnych prostaglandyn (PG) i tromboksanów (Tx). Hamowanie PG i Tx poza zmniejszeniem bólu, natężenia stanu zapalenia i gorączki może powodować działania niepożądane wynikające z fizjologicznej funkcji ochronnej, jaką wywierają PG na śluzówkę przewodu pokarmowego, a Tx na agregację płytek krwi w nerkach. 
Leki z grupy NLPZ mają podobną gamę działań niepożądanych, choć ich natężenie jest różne w zależności od preparatu. Zahamowanie wytwarzania prostaglandyn PGE2 i PGI2, znosi ich działanie ochronne dla błony śluzowej przewodu pokarmowego, zmniejsza się wytwarzanie śluzu i uwalnianie wodorowęglanów, co ułatwia działanie czynników szkodliwych na błonę śluzową przewodu pokarmowego. Powoduje to podrażnienia i zwiększa ryzyko powstania wrzodów żołądka. Konsekwencjami przewlekłego stosowania NLPZ mogą być też krwawienia z dwunastnicy, potencjalne upośledzenie funkcji nerek, słuchu czy ukrwienia mięśnia sercowego. Wpływają też na działanie innych leków – obniżają skuteczność niektórych leków obniżających ciśnienie krwi. 
Pierwszymi symptomami niepożądanych są łagodne nudności, uczucie ciężaru, dyskomfortu w nadbrzuszu. Poważniejszymi objawami są krwawienie z przewodu pokarmowego i następstwa w postaci niedokrwistości mikrocytarnej. W skrajniejszej postaci owrzodzenia i perforacje wrzodów żołądka. Na takie działania niepożądane narażeni są bardziej chorzy z chorobą wrzodową w wywiadzie, z reumatoidalnym zapaleniem stawów i w podeszłym wieku. Z tego względu powinny być stosowane łącznie z lekami z grupy IPP. 
Ryzyko wystąpienia groźnych dla życia powikłań w ciągu 6 miesięcy stosowania tradycyjnych NLPZ wynosi do 9% u osób starszych. 

### Inne skutki zmniejszenia poziomu prostaglandyn
- Nasilanie prawdopodobieństwa krwotoków z uwagi na działanie antyagregacyjne (patrz: krzepliwość krwi).
- Wywoływanie skurczu oskrzeli (tzw. astma aspirynowa). Mechanizm nie jest udowodniony, zakłada się jednak, że NLPZ hamują cyklooksygenazę, nie hamując lipooksygenazy. Prowadzi to do zwiększonego wytwarzania leukotrienów odpowiedzialnych za skurcz oskrzeli i mięśniówki gładkiej naczyń krwionośnych.
- Możliwość zamknięcia przewodu tętniczego u płodu – przeciwwskazane jest podawanie NLPZ w okresie ciąży.
- Wystąpienie polekowej niedokrwistości hemolitycznej – możliwe po zaaplikowaniu kwasu acetylosalicylowego czy ibuprofenu.

NLPZ mogą wywoływać reakcje uczuleniowe, objawiające się głównie zmianami skórnymi. Mogą też zmieniać reakcję organizmu na alergeny, samemu nie wywołując objawów alergii. Przypadki zmiany reakcji immunologicznej odnotowano u pszczelarzy, normalnie mało wrażliwych na jad pszczeli – po zastosowaniu przez nich leków z tej grupy i następnie użądleniu przez pszczołę obserwowano u tych osób bardzo silną, uogólnioną reakcję uczuleniową. Taka zwiększona wrażliwość utrzymywała się przez ok. tydzień od zażycia leku.
Niektóre leki z tej grupy mogą być hepatotoksyczne. Niektóre wycofane z użycia preparaty mogły powodować uszkodzenie szpiku.

## Interakcje
- Łączenie leków I generacji (hamujących głównie COX-1) łącznie z pochodnymi kumaryny zwiększa ryzyko powikłań krwotocznych pooperacyjnych.
- NLPZ silnie wiążą się z albuminami, mogą wypierać inne leki z tych połączeń.
- Należy zachować szczególną ostrożność podczas równoległego podawania doustnych leków przeciwzakrzepowych, pochodnych sulfonylomocznika, sulfonamidów i hydantoiny.
- NLPZ zwiększają stężenie litu i metotreksatu, mogą osłabiać działanie hipotensyjne propranololu, alfa-adrenolityków i innych leków hipotensyjnych oraz leków moczopędnych.

### Pozostałe interakcje lekowe
- doustne leki przeciwcukrzycowe
- leki przeciwdrgawkowe
- leki hipotensyjne
- glikokortykosterydy
- aminoglikozydy
- leki moczopędne
- węglan litu
- digoksyna
- alkohol (zwiększa możliwość krwawienia z przewodu pokarmowego)

## Zasady terapii lekami z grupy niesterydowych leków przeciwzapalnych
- Stosowanie tylko jednego leku z tej grupy (wyjątek – stosowanie małych dawek (75-100 mg) kwasu acetylosalicylowego w prewencji udaru mózgu i choroby niedokrwiennej serca).
- Stopniowe zwiększanie dawek do osiągnięcia dawki maksymalnej, a nie łączenie z innymi lekami.
- Przed ewentualną decyzją o zmianie preparatu – odpowiednio długie jego stosowanie.
- Wybieranie leku o najlepszej skuteczności przy możliwie najmniejszych działaniach niepożądanych.
- Monitorowanie działań niepożądanych oraz unikanie interakcji lekowych.

Obecnie, wobec dostępności bez recepty różnorodnych preparatów zawierających ibuprofen istnieje potencjalne ryzyko zastosowania różnych handlowo leków z tym preparatem w dawkach sumarycznie większych niż terapeutyczne – co może być zwiastunem przedawkowania a nawet zatrucia. 

## Leki należące do grupy
- kwasy karboksylowe
  - kwas salicylowy i salicylany
    - kwas acetylosalicylowy
    - salicylan sodu
    - salicylan choliny
    - amid kwasu salicylowego
    - kwas 5-aminosalicylowy (mesalazyna)
    - olsalazyna
    - diflunizal
    - benorylat

  - kwasy arylooctowe
    - pochodne kwasu fenyloctowego
      - diklofenak
      - alklofenak
      - fenklofenak

    - karbocykliczne i heterocykliczne pochodne kwasu octowego
      - indometacyna
      - sulindak
      - tolmetyna

  - kwasy arylopropionowe
    - ibuprofen
    - naproksen
    - ketoprofen
    - piprofen
    - fenbufen
    - indoprofen
    - flurbiprofen
    - roksaprozyna

  - pochodne kwasu fenamowego
    - kwas menfenamowy
    - kwas nilfuminowy
    - kwas meklofenamowy
    - kwas flufenamowy

  - pochodne kwasu pirazonowego
    - etodolak
    - ketorolak

- związki niebędące kwasami karboksylowymi
  - pirazolony[5][6], jednak niektóre związki z tej grupy wykazują bardzo słabe działanie przeciwzapalne, w związku z czym często klasyfikuje się je nie jako NLPZ, lecz jako leki przeciwbólowe o działaniu przeciwgorączkowym[7][8]
    - fenazon (bardzo słabe działanie przeciwzapalne)[8]
    - aminofenazon
    - propyfenazon (bardzo słabe działanie przeciwzapalne)[7]
    - metamizol (bardzo słabe działanie przeciwzapalne)[7][8]
    - fenylobutazon
    - klofenazon
    - azoprenazon

  - oksykamy – pochodne oksykamu (kwasu enolowego)
    - piroksykam
    - sudoksykam
    - izoksykam
    - tenoksykam
    - lornoksykam
    - meloksykam

  - koksyby
    - celekoksyb
    - rofekoksyb
    - etorykoksyb
    - waldekoksyb

  - inne
    - nabumeton
    - nimesulid
    - tenidap
    - diacereina